# Kollektiv Turmstrasse
Kollektiv Turmstrasse és un duo musical alemany format per Christian Hilscher i Nico Plagemann. Format el 1998 a Hamburg, van publicar temes en diverses compilacions abans de produir el seu propi àlbum el 2006, Verrückte Welt, el qual va anar seguit de Rebellion der Träumer el 2010. L'estil musical del duo es pot considerar com a minimal techno.

## Discografia

### Àlbums
- 2006: Verrückte Welt (No Response)[4]
- 2009: Live Promo Mix (Ostwind Records)
- 2010: Rebellion der Träumer (Connaisseur Recordings)

### EP i senzills
- 2004: New Weakness EP (No Response)
- 2006: Hermetico (Musik Gewinnt Freunde)
- 2006: Disconnect Me (Ostwind Records)
- 2007: Abenteuer Alltag EP (Diynamic Music)
- 2007: Farbenlehre (Musik Gewinnt Freunde)
- 2007: Grillen im Park (Ostwind Records)
- 2007: Tristesse (Connaisseur Recordings)
- 2008: Blutsbrüder (Musik Gewinnt Freunde)
- 2008: Holunderbaum EP (Musik Gewinnt Freunde)
- 2008: Mondscheinprimaten (Baalsaal Music)
- 2009: Like The First Day EP (Diynamic Music)
- 2009: Luechtoorn EP (Musik Gewinnt Freunde)
- 2009: Melodrama Remixes (Ostwind Records)
- 2010: Endlos (Connaisseur Recordings)
- 2010: Grillen im Park Remixes (Ostwind Records)
- 2010: Rebellion der Träumer (Remixes Part 1) (Connaisseur Recordings)
- 2010: Rebellion der Träumer (Remixes Part 2) (Connaisseur Recordings)
- 2012: Ordinary EP (Musik Gewinnt Freunde)
- 2012: Rebellion der Träumer (Remixes Part 4) (Connaisseur Recordings)
- 2015: Sorry I am Late EP (Diynamic Music)
- 2016: Sorry I am Late EP (Warner Dance Labels)
- 2016: Jupiter Sunrise (Diynamic Music)
- 2017: Kisses In The Dark (Watergate Records)